# Хатебур, Ханс
Ханс Ха́тебур (нидерл. Hans Hateboer; род. 9 января 1994, Берта, Гронинген) — нидерландский футболист, защитник клуба «Ренн» и сборной Нидерландов.

## Клубная карьера

### «Гронинген»
Хатебур дебютировал за основной состав «Гронингена» 18 января 2014 года в матче чемпионата Нидерландов против «Валвейка». 18 мая в поединке против АЗ Ханс забил свой первый гол за «Гронинген». Он быстро стал важным игроком основной команды. В сезоне 2014/15 Хатебур помог «Гронингену» выиграть Кубок Нидерландов, что стало значительным достижением для клуба. В финале турнира команда обыграла «Зволле» со счетом 2:0, и этот трофей стал первым крупным успехом в карьере Хатебура.

### «Аталанта»
В январе 2017 года Хатебур перешёл в итальянскую «Аталанту», подписав контракт до 2021 года. Хан довольно быстро адаптировался к более высокому темпу и физическим требованиям итальянской Серии А. Хатебур стал ключевым игроком на правом фланге защиты, также выполняя функции правого латераля при игре в схеме с тремя центральными защитниками. 20 августа 2018 года в поединке против «Фрозиноне» Ханс забил свой первый гол за «Аталанту».
С «Аталантой» Хатебур добился значительных успехов на европейской арене. В сезоне 2019/20 команда впервые в своей истории вышла в четвертьфинал Лиги чемпионов УЕФА, где Хатебур был важной частью обороны команды. В том же сезоне Ханс отметился дублем в матче против «Валенсии» на стадии 1/8 финала Лиги чемпионов.
В сезоне 2023–2024 Ханс вместе с «Аталантой» стал победителем Лиги Европы, обыграв в финале со счётом 3:0 леверкузенский «Байер».
Из-за своей работоспособности и неутомимости в Италии получил прозвище cavallo pazzo, что переводится как «сумасшедшая лошадь».

### «Ренн»
6 августа 2024 года Ханс Хатебур за 3 миллиона евро перешёл из «Аталанты» в «Ренн». С новым клубом нидерландец подписал контракт сроком на два сезона. 

## Международная карьера
23 марта 2018 года в товарищеском матче против сборной Англии Хатебур дебютировал за сборную Нидерландов.

## Статистика выступлений

### Клубная
По состоянию на 3 ноября 2024 года
| Выступление      | Выступление      | Выступление      | Лига | Лига | Кубок | Кубок | Еврокубки | Еврокубки | Плей-офф | Плей-офф | Итого | Итого |
| Клуб             | Лига             | Сезон            | Игры | Голы | Игры  | Голы  | Игры      | Голы      | Игры     | Голы     | Игры  | Голы  |
| ---------------- | ---------------- | ---------------- | ---- | ---- | ----- | ----- | --------- | --------- | -------- | -------- | ----- | ----- |
| Гронинген        | Эредивизие       | 2013/14          | 14   | 0    | 0     | 0     | —         | —         | 4        | 1        | 18    | 1     |
| Гронинген        | Эредивизие       | 2014/15          | 23   | 0    | 5     | 1     | 2         | 0         | —        | —        | 30    | 1     |
| Гронинген        | Эредивизие       | 2015/16          | 31   | 1    | 2     | 0     | 6         | 0         | 2        | 1        | 41    | 2     |
| Гронинген        | Эредивизие       | 2016/17          | 19   | 1    | 2     | 1     | —         | —         | —        | —        | 21    | 2     |
| Аталанта         | Серия А          | 2016/17          | 6    | 0    | 0     | 0     | —         | —         | —        | —        | 6     | 0     |
| Аталанта         | Серия А          | 2017/18          | 33   | 0    | 2     | 0     | 8         | 0         | —        | —        | 43    | 0     |
| Аталанта         | Серия А          | 2018/19          | 35   | 5    | 4     | 0     | 4         | 1         | —        | —        | 43    | 6     |
| Аталанта         | Серия А          | 2019/20          | 32   | 0    | 1     | 0     | 9         | 2         | —        | —        | 42    | 2     |
| Аталанта         | Серия А          | 2020/21          | 22   | 2    | 2     | 0     | 6         | 0         | —        | —        | 30    | 2     |
| Аталанта         | Серия А          | 2021/22          | 21   | 0    | 2     | 0     | 7         | 0         | —        | —        | 30    | 0     |
| Аталанта         | Серия А          | 2022/23          | 17   | 1    | 2     | 1     | —         | —         | —        | —        | 19    | 2     |
| Аталанта         | Серия А          | 2023/24          | 23   | 0    | 2     | 0     | 7         | 0         | —        | —        | 32    | 0     |
| Ренн             | Лига 1           | 2024/25          | 9    | 0    | 0     | 0     | 0         | 0         | —        | —        | 9     | 0     |
| Всего за карьеру | Всего за карьеру | Всего за карьеру | 285  | 10   | 24    | 3     | 49        | 3         | 6        | 2        | 364   | 18    |

### Матчи Хатебура за сборную Нидерландов
| Матчи Хатебура за сборную Нидерландов | Матчи Хатебура за сборную Нидерландов | Матчи Хатебура за сборную Нидерландов | Матчи Хатебура за сборную Нидерландов | Матчи Хатебура за сборную Нидерландов | Матчи Хатебура за сборную Нидерландов |
| ------------------------------------- | ------------------------------------- | ------------------------------------- | ------------------------------------- | ------------------------------------- | ------------------------------------- |
| №                                     | Дата                                  | Соперник                              | Счёт                                  | Голы Хатебура                         | Соревнование                          |
| 1                                     | 23 марта 2018                         | Англия                                | 0:1                                   | —                                     | Товарищеский матч                     |
| 2                                     | 4 июня 2018                           | Италия                                | 1:1                                   | —                                     | Товарищеский матч                     |
| 3                                     | 16 октября 2018                       | Бельгия                               | 1:1                                   | —                                     | Товарищеский матч                     |
| 4                                     | 4 сентября 2020                       | Польша                                | 1:0                                   | —                                     | Лига наций УЕФА 2020/2021             |
| 5                                     | 7 сентября 2020                       | Италия                                | 0:1                                   | —                                     | Лига наций УЕФА 2020/2021             |
| 6                                     | 7 октября 2020                        | Мексика                               | 0:1                                   | —                                     | Товарищеский матч                     |
| 7                                     | 11 октября 2020                       | Босния и Герцеговина                  | 0:0                                   | —                                     | Лига наций УЕФА 2020/2021             |
| 8                                     | 14 октября 2020                       | Италия                                | 1:1                                   | —                                     | Лига наций УЕФА 2020/2021             |
| 9                                     | 11 ноября 2020                        | Испания                               | 1:1                                   | —                                     | Товарищеский матч                     |
| 10                                    | 15 ноября 2020                        | Босния и Герцеговина                  | 3:1                                   | —                                     | Лига наций УЕФА 2020/2021             |
| 11                                    | 18 ноября 2020                        | Польша                                | 2:1                                   | —                                     | Лига наций УЕФА 2020/2021             |
| 12                                    | 8 июня 2022                           | Уэльс                                 | 2:1                                   | —                                     | Лига наций УЕФА 2022/2023             |
| 13                                    | 14 июня 2022                          | Уэльс                                 | 3:2                                   | —                                     | Лига наций УЕФА 2022/2023             |

Итого: 13 матчей / 0 голов; 5 побед, 5 ничьих, 3 поражения.

## Достижения

### Командные
«Гронинген»
- Обладатель Кубка Нидерландов: 2014/2015

«Аталанта»
- Победитель Лиги Европы УЕФА: 2023/24

Сборная Нидерландов
- Вице-чемпион Лиги наций УЕФА: 2018/19